# Jean Lasalle
Jean Lasalle war ein französischer Autorennfahrer.

## Karriere als Rennfahrer
Jean Lasalle war in seiner Karriere zweimal beim 24-Stunden-Rennen von Le Mans gemeldet. 1924 verhinderte ein Trainingsunfall den gemeinsamen Start mit Maurice Rost im Werks-Georges Irat Type 4A Sport. Im gleichen Jahr trat er auch bei den 24 Stunden von Spa Francorchamps an, wo er mit demselben Wagen nach 125 absolvierten Runden und somit lediglich 10 Runden Abstand auf den Gesamtsieger den achten Gesamtplatz belegte.
Erfolgreicher war sein Antreten 1926, als er das Rennen mit Partner Aimé Nezeloff im Rolland-Pilain C23 Super Sport als Gesamtsiebter beendete.

## Statistik

### Le-Mans-Ergebnisse
| Jahr | Team                                 | Fahrzeug                       | Teamkollege   | Platzierung | Ausfallgrund |
| ---- | ------------------------------------ | ------------------------------ | ------------- | ----------- | ------------ |
| 1926 | SA des Établissements Rolland-Pilain | Rolland-Pilain C23 Super Sport | Aimé Nezeloff | Rang 7      |              |

### 24-St-Spa-Ergebnisse
| Jahr | Team | Fahrzeug     | Teamkollege | Platzierung | Ausfallgrund |
| ---- | ---- | ------------ | ----------- | ----------- | ------------ |
| 1924 |      | Georges Irat | Malleveau   | Rang 8      |              |